# Dinastia dels Jin posteriors
Els Jin posteriors (T'sin posteriors o Heou Tsin, modern Qin posteriors) fou un dinastia governant establerta al nord de la Xina al segle IV. El 383 el sobirà Fu Kien de la dinastia dels Jin anteriors va patir una greu derrota quan va atacar a l'imperi xinès del sud, a la vora del riu Huau-ho. Llavors els mujong es van revoltar i van formar dos dinasties: la dinastia dels Yen posteriors i la dinastia dels Yen Occidentals.
Un general de Fu Kien, de nom Yao Chang, probablement tibetà, es va apoderar del Shensi i part del Honan, i va fundar la dinastia dels Jin posteriors que va durar del 384 al 417 i va tenir per capital Txangngan (en aquell moment anomenada King-txao) que cauria a mans de la Dinastia Jin en 417.

## Reis de la dinastia dels Qin o Jin posteriors (noms en transcripció moderna)
| Nom de temple      | Nom pòstum             | Nom de família i normal | Duració | Nom de l'era i duració                                          |
| ------------------ | ---------------------- | ----------------------- | ------- | --------------------------------------------------------------- |
| Taizu (太祖 Tàizǔ) | Wuzhao (武昭 Wǔzhāo)   | 姚萇 Yáo Cháng          | 384-393 | Baique (白雀 Báiquè) 384-386 Jianchu (建初 Jiànchū) 386-393     |
| Gaozu (高祖 Gāozǔ) | Wenhuan (文桓 Wénhuán) | 姚興 Yáo Xīng           | 394-416 | Huangchu (皇初 Huángchū) 394-399 Hongshi (弘始 Hóngshǐ) 399-416 |
| No existeix        | Hòuzhǔ (後主 Hòuzhǔ)   | 姚泓 Yáo Hóng           | 416-417 | Yonghe (永和 Yǒnghé) 416-417                                    |